# Blaueis

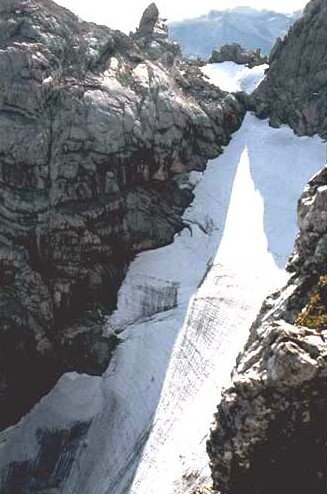
Blaueisgletscher vom Hochkalter-Aufstieg über den Schönen Fleck um das Jahr 1985

Das Blaueis ist der nördlichste Gletscher der Alpen und liegt auf dem Gebiet der Gemeinde Ramsau im bayerischen Teil der Berchtesgadener Alpen. Der Gletscher liegt nordseitig exponiert im oberen Blaueiskar, eingebettet zwischen den Wänden von Blaueisspitze (2480 m), Hochkalter (2607 m) und Kleinkalter (2513 m), die den Gletscher hufeisenförmig umstehen.

## Gletscherschwund

Blaueis 1933

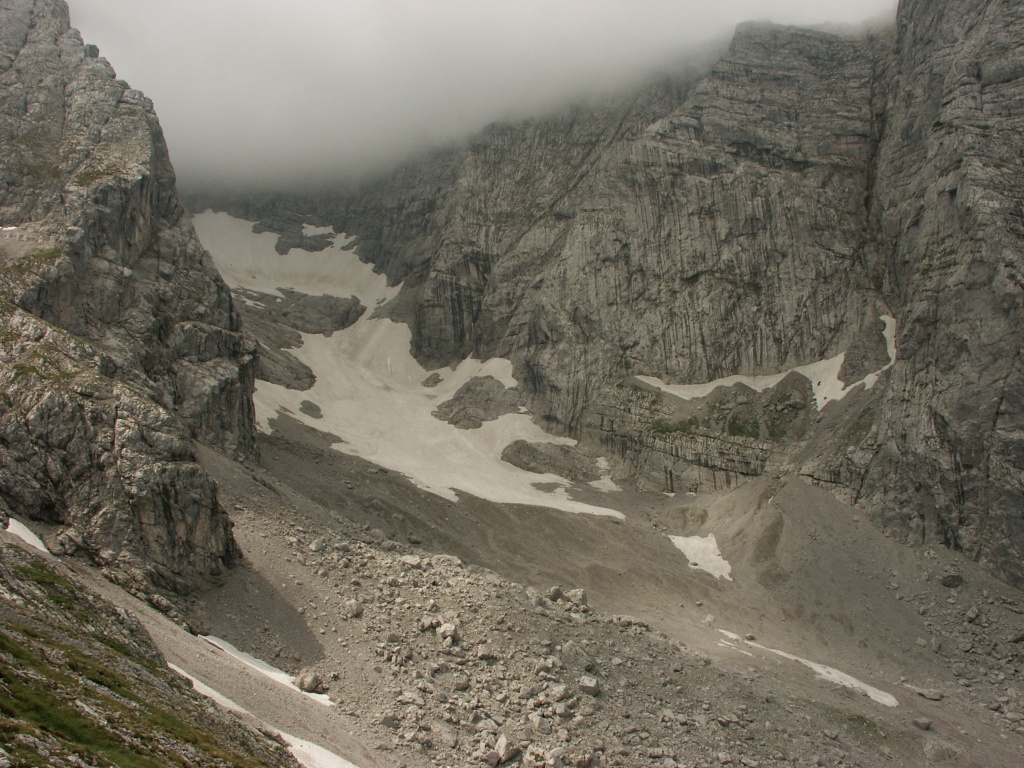
Das deutlich zurückgegangene Blaueis 2003

Wegen seiner verhältnismäßig geringen Höhenlage ist das Blaueis besonders vom Rückgang der Alpengletscher betroffen. Um das Jahr 1820 ergaben die ersten Kartenaufnahmen eine Gesamtfläche von 25 ha. 1884 wurde eine Fläche von 19,6 ha vermessen; 1953 war das Blaueis auf 13,1 ha geschrumpft.
Seit Mitte der 1980er Jahre sind inmitten des Blaueises zunehmend Felsen ausgeapert, die den oberen Teil des Gletschers inzwischen völlig vom unteren Toteisfeld, der früheren Gletscherzunge, abgetrennt haben. Dabei ist der Rückgang der Eismasse im unteren Feld besonders stark, weil es aufgrund der Trennung keinen Nachschub mehr aus dem höheren Gletscherbereich erhält. Beide Eisfelder zusammen maßen 2009 nur noch 7,5 ha. Die mit Georadar ermittelte Mächtigkeit des Eises betrug (nur noch) bis zu 16 Meter, die mittlere Eisdicke weniger 7,4 Meter; das Volumen wurde mit rund 560.000 m³ angegeben.
Für das Jahr 2018 wurde eine Fläche von noch 5,2 ha, eine mittlere Dicke von 5,3 m (bei einem Maximum von 17 m) und ein Volumen von 280.000 m³ ermittelt. Das Eis im unteren Bereich war vor einem schnellen Rückgang zunehmend durch eine Schuttbedeckung geschützt. Dennoch wird das Blaueis – ebenso wie der benachbarte Watzmanngletscher – voraussichtlich noch vor dem Jahr 2030 so weit abgeschmolzen sein, dass es kein Gletscher mehr ist.

## Geotop
Der Blaueisgletscher ist vom Bayerischen Landesamt für Umwelt als wertvolles Geotop (Geotop-Nummer: 172R026) ausgewiesen. Im August 2022 wurde im Rahmen des 30-Geotope3-Projektes der DGGV ein 3D-Modell des Gletschers veröffentlicht.

## Tourenmöglichkeiten
Stützpunkt für Begehungen des Gletschers ist die 1651 m hoch im Blaueiskar unterhalb des Gletschers gelegene Blaueishütte, die von Ramsau oder Hintersee in gut drei Stunden Gehzeit erreicht werden kann.
Über den in seinem oberen Teil bis zu 55° steilen Gletscher führt ein Anstieg zur Blaueisscharte (ca. 2400 m), von der man in leichter Kletterei (Schwierigkeit UIAA II) zum Hochkaltergipfel ansteigen kann. Diese Route wurde zuerst vom Ramsauer Bergführer Johann Grill (genannt Kederbacher) 1874 mit E. Richter begangen. Günstigste Jahreszeit ist in der Regel die zweite Junihälfte, wenn noch eine Schneeauflage das Steigen erleichtert und oft noch Schneebrücken eine einfache Überquerung der Randkluft unterhalb der Scharte erlauben. Im Spätsommer und Herbst ist die Kluft breit und oft nur schwierig zu passieren. Zu dieser Jahreszeit waren in der Vergangenheit durch das zu Tage tretende Blankeis teils tödliche Abstürze zu verzeichnen.
Eine beliebte lange Gratkletterei ist „Blaueisumrahmung“. Sie führt ohne Gletscherberührung von der Blaueishütte über Schärtenspitze, Blaueisspitze, Hochkalter, Kleinkalter und Rotpalfen zurück zum Ausgangspunkt. Die Hauptschwierigkeiten liegen in der Überwindung des Blaueisnordgrats, einer Kletterei im Schwierigkeitsgrad IV der UIAA-Skala.